# 松嶋隆弘
松嶋 隆弘（まつしま たかひろ、1968年9月 - ）は、日本の弁護士（東京弁護士会、桜川協和法律事務所・イノハラ外国法事務弁護士事務所（外国法共同事業）所属）、法学者。専門は商法。日本大学法学部教授。公認会計士試験委員、日本空法学会理事、日本私法学会理事を歴任。

## 略歴
- 1987年 - 日本大学豊山高等学校卒業
- 1991年 - 日本大学法学部卒業
- 1993年 - 日本大学大学院法学研究科博士前期課程修了、司法試験合格
- 1996年 - 司法修習修了（第４８期）
- 1996年 - 日本大学法学部専任講師
- 1997年 - 弁護士登録（東京弁護士会、みなと協和法律事務所　所属）
- 2000年 - 日本大学法学部助教授
- 2006年 - 日本大学法学部教授（～現在に至る）
- 2007年 - 日本大学大学院法務研究科兼担教授
- 2007年 - 公認会計士試験委員（企業法）（～2012年）
- 2008年 - 株式会社トランザクション社外監査役
- 2009年 - 日本大学大学院法務研究科研究委員会委員長
- 2012年 - 日本空法学会理事（事務局）(～2017年）
- 2013年 - 日本私法学会理事（～2015年）
- 2022年 - 桜川協和法律事務所・イノハラ外国法事務弁護士事務所（外国法共同事業）に移籍（カウンセル）

所属学会
日本私法学会
日本空法学会
日本民事訴訟法学会
実践経営学会
日本保険学会
情報ネットワーク法学会
日本工業所有権法学会
日米法学会
比較法学会
日本EU学会
日本法政学会
信託法学会
金融法学会

## 著書

### 単著
- 『税理士のための中小企業の内部統制』（ぎょうせい、2008年）
- 『税理士も知っておきたい　実例から学ぶ同族会社法務トラブル解決集』（ぎょうせい、2021年）

### 共著
- 大野正道、大島一徳『入門企業承継の法務と税務』（システムファイブ、2006年）
- 大野正道、大久保拓也『入門手形法・小切手法』（システムファイブ、2006年）
- 根田正樹『内部統制の理論と実践』（財経詳報社、2007年）
- 須藤正彦、坂田純一『事業体の法務と税務』（第一法規、2009年）
- 中曽根玲子、田中襄一、菅原貴与志『金融商品取引法実務ハンドブック』（財経詳報社、2009年）
- 鬼頭俊泰　『ビジネス法務の理論と実践』（芦書房、2019年）
- 大久保拓也ほか『商事法講義①,②,③』(中央経済社、2020年)
- 大久保拓也ほか『商事法講義④　会社法演習』（中央経済社、2023年）

### 共編著
- 永井和之編　『よくわかる会社法』（ミネルヴァ書房、2007年）
- 藤田勝利編　『新航空法講義』（信山社、2007年）
- 永井和之監修、木下崇、菅原貴与志、藤川和之　『会社法の実務 企業法務解説』（三協法規出版、 2008年）
- 棚橋祐治監修、宍戸充＝金井重彦＝松嶋隆弘＝菅原貴与志編　『不正競争防止の法実務』（三協法規出版、2010年）
- 藤川信夫＝松嶋隆弘編　『エッセンシャル・ビジネス法務』（芦書房、2011年）
- 植草宏一＝松嶋隆弘編　『契約書作成の基礎と実践　～紛争予防のために』（青林書院、2012年）
- 杉浦保友＝菅原貴与志＝松嶋隆弘編　『英文契約書の法実務　ドラフティングの技法と解説』（三協法規出版、2012年）
- 棚橋祐治監修、明石一秀＝小川宗一＝高松薫＝松嶋隆弘編　『ブランド管理の法実務　ー商標法を中心とするブランド・ビジネスと法実務』（三協法規出版、2013年）
- 棚橋祐治監修、宍戸充＝金井重彦＝松嶋隆弘＝菅原貴与志＝中川浄宗編　『（改訂版）不正競争防止の法実務』（三協法規出版、2013年）
- 明石一秀＝大塚和成＝松嶋隆弘＝吉見聡編　『非公開化の法務・税務』（税務経理協会、2013年）
- 山本修＝富永忠祐＝清水恵介編　『任意後見契約書の解説と実務』（三協法規出版、2014年）
- 成道秀雄＝松嶋隆弘＝坂田純一編　『法人税法の理論と実務』（第一法規、2014年）
- 丸橋透＝松嶋隆弘編著　『景品・表示の法実務』（三協法規出版、2014年）
- 入江源太＝松嶋隆弘編　『カルテル規制とリニエンシー課徴金減免制度の考察と活用』（三協法規出版、2014年）
- 山川一陽＝根田正樹＝小池正明＝有吉眞編著　『同族会社相続の法務と税務』（学陽書房、2014年）
- 棚橋祐治監修、石井美緒＝井奈波朋子＝松嶋隆弘編　『コンテンツ・ビジネスと著作権法の実務』（三協法規出版、2015年）
- 上田純子＝菅原貴与志＝松嶋隆弘編　『改正会社法　解説と実務への影響』（三協法規出版、2015年）
- 永井和之編　『よくわかる会社法（第３版）』（ミネルヴァ書房、2015年）
- 松嶋隆弘編　『会社法講義３０講』（中央経済社、2015年）
- 改正会社法研究会編　『平成２６年改正会社法のポイントと実務-施行規則完全対応』（財経詳報社、2015年）
- 金井重彦＝鈴木將文＝松嶋隆弘編著　『商標法コンメンタール』（レクシスネクシス・ジャパン社、2015年）
- 植草宏一＝松嶋隆弘＝大坪和敏編『訴状・答弁書・準備書面作成の基礎と実践-規範的要件の主張の要領-』（青林書院、2016年）
- 永井和之＝中島弘雅＝南保勝美編　『会社法新判例の分析』（中央経済社、2017年）
- 根田正樹編　『説明義務の理論と実際』（新日本法規出版、2017年）
- 上田純子＝松嶋隆弘編　『会社非訟事件の実務』（三協法規出版、2017年）
- 小賀野晶一＝松嶋隆弘編　『民法（債権法）改正の概要と要件事実』（三協法規出版、2017年）
- 上田純子＝松嶋隆弘編　『論文演習会社法　上巻・下巻』（勁草書房、2017年）
- 阿部徳幸＝松嶋康尚＝松嶋隆弘編　『会社の解散・清算をめぐる法務と税務』（三協法規出版、2017年）
- 石山卓磨監修　『検証判例会社法』（財経詳報社、2017年）
- 石井美緒＝嶋田英樹＝松嶋隆弘編　『インターネットビジネスの法務と実務』（三協法規出版、2018年）
- 松嶋隆弘編　『法務と税務のプロのための改正相続法徹底ガイド』（ぎょうせい、2018年）
- 松嶋隆弘＝渡邊涼介編　『これ一冊でわかる！　仮想通貨をめぐる法律・税務・会計ー』（ぎょうせい、2018年）
- 川端敏朗＝松嶋隆弘編　『スタンダード法学』（芦書房、2018年）
- 丸橋透＝松嶋隆弘編　『資金決済法の理論と実務（勁草法律実務シリーズ)』（勁草書房、2019年）
- 松嶋隆弘＝渡邊涼介編　『改正資金決済法対応　仮想通貨はこう変わる！暗号資産の法律・税務・会計』（ぎょうせい、2019年）
- 上田純子＝植松勉＝松嶋隆弘編著　『少数株主権等の理論と実務』（勁草書房、2019年）
- 河内隆史編集代表　野田博＝三浦治＝山下典孝＝木下崇＝松嶋隆弘編　『金融商品取引法の理論・実務・判例（勁草法律実務シリーズ)』（勁草書房、2019年）
- 松嶋隆弘編　『法務と税務のプロのための改正相続法徹底ガイド　令和元年施行対応版』（ぎょうせい、2019年）
- 小賀野晶一編集代表　松嶋隆弘＝野村創＝常住豊＝伊藤浩編　『リサイクルの法と実例』（三協法規出版、2019年）
- 山川一陽＝松嶋隆弘編　『民事執行法及びハーグ条約実施法等改正のポイントと実務への影響』（日本加除出版、2020年）
- 松嶋隆弘編　『実務が変わる！　令和改正会社法のまるごと解説』（ぎょうせい、2020年）
- 酒井克彦編　『改正会社法対応　キャッチアップ企業法務・税務コンプライアンス』（ぎょうせい、2020年）
- 中島弘雅＝松嶋隆弘編　『金融・民事・家事のここが変わる！　実務から見る改正民事執行法』（ぎょうせい、2020年）
- 中島弘雅＝内田義厚＝松嶋隆弘編著『改正民事執行法の論点と今後の課題』（勁草書房、2020年）
- 藤田勝利＝落合誠一＝山下友信編『注釈モントリオール条約』（有斐閣、2020年）
- 徳本穣＝服部秀一＝松嶋隆弘編著『最新法務省令対応令和元年会社法改正のポイントと実務への影響』（日本加除出版、2021年）
- 上田純子＝松嶋隆弘＝大久保拓也編『論文演習会社法（第２版）上巻・下巻』（勁草書房、2021年）
- 酒井克彦編　『裁判例からみる保険税務』（第８章担当）（大蔵財務協会、2021年）
- 松嶋隆弘＝井口浩信＝吉原恵太郎　『相続と保険の税務　－改正民法（相続法）対応ー』（保険毎日新聞社、2021年）
- 金井重彦＝鈴木將文＝松嶋隆弘編著『〔新版〕商標法コンメンタール』（勁草書房、2022年）
- 山川一陽=岩志和一郎＝山﨑雄一郎＝松嶋隆弘編著『実務から見た遺産分割と遺言・遺留分』（青林書院、2022年）
- 小賀野晶一＝浦木厚利＝松嶋隆弘編著『一般条項の理論・実務・判例　第一巻　基礎編』（勁草書房、2023年）
- 小賀野晶一＝浦木厚利＝松嶋隆弘編著『一般条項の理論・実務・判例　第二巻　応用編』（勁草書房、2023年）
- 原田剛＝田中宏治＝山口斉昭＝松嶋隆弘＝石田瞳編著『民法の展開と構成　小賀野晶一先生古希祝賀』（成文堂、2023年）
- 藤村和夫編集代表、山口斉昭＝松嶋隆弘＝大久保拓也編著『複雑困難事件と損害賠償Ⅰ』（青林書院、2023年）
- 藤村和夫編集代表、山口斉昭＝松嶋隆弘＝大久保拓也編著『複雑困難事件と損害賠償Ⅱ』（青林書院、2023年）
- 中島弘雅＝松嶋隆弘編　『ケース別　一般条項による主張立証の手法ー実体法と手続法でみる法的構成の考え方ー』（ぎょうせい、2024年）
- 中谷和弘＝菅原貴与志編著　『航空法学』（信山社、2025年）
- 山本爲三郎＝鳥山恭一＝松嶋隆弘＝酒井克彦＝武田典浩編著『現代企業法の新潮流　福原紀彦先生古希祝賀』（文眞堂、2025年）